# 赤間嘉之吉

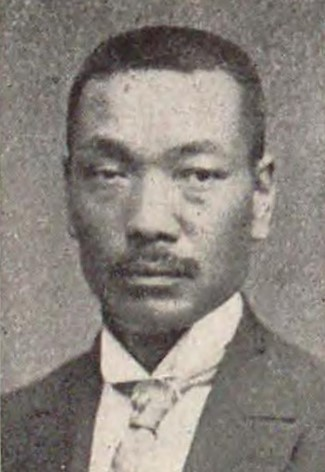
赤間嘉之吉

赤間 嘉之吉（あかま かのきち、1868年3月21日（慶応4年2月28日） - 1926年（大正15年）8月24日）は、日本の政治家、実業家。衆議院議員、伊藤商店総支配人、東亜煙草理事、九州興業社長。

## 略歴
1868年（慶応4年2月）に筑前国嘉穂郡鎮西村（現飯塚市）にて生まれる。和仏法律学校（現・法政大学）を卒業後、大蔵省煙草専売局事務官などを経て、伊藤商店の総支配人となる。
1917年（大正6年）に第13回衆議院議員総選挙に当選する（当選2回、政友会）。
また、九州興業社長、東亜煙草理事、東京電気雷管・大正鉱業の監査役などを歴任した。
1926年（大正15年）8月24日に死去、享年59。

## 人物
大蔵省を経て、筑豊の炭鉱王・伊藤伝右衛門の右腕として、伊藤家の支配人となる。いわゆる白蓮事件では、その決着を図るため、伝右衛門の妹婿・伊藤鉄五郎とともに上京、伊藤燁子（柳原白蓮）を伊藤家から正式に離縁する事、燁子の財産の処分などを取り決めた。